# Österreichische Gesellschaft für Akustik
Die Österreichische Gesellschaft für Akustik (AAA-OeGA für Austrian Acoustics Association – Österreichische Gesellschaft für Akustik) ist ein österreichischer Fachverband im Bereich Akustik.
Die OeGA wurde 1996 gegründet. Zuvor waren viele österreichische Akustiker in der Deutschen Gesellschaft für Akustik (DEGA) organisiert. Sitz der OeGa ist Salzburg.
Ziele der OeGA sind:
- Förderung des Fachgebietes Akustik in Österreich
- Verbesserung der Kommunikation österreichischen Akustiker verschiedenster Fachrichtungen untereinander
- Förderung des Akustiker-Nachwuchses
- Vertretung Österreichs in der European Acoustics Association (EAA) und der International Commission for Acoustics (ICA)